# Bárbara Bruch
Bárbara Louise Bruch, conhecida com Bárbara Bruch (Blumenau, 28 de maio de 1987), é uma jogadora de voleibol brasileira que atua como meio-de-rede.

## Biografia
Bárbara começou no voleibol ainda na infância por incentivo dos pais e dos professores de educação física, que sempre apostaram nela por sua estatura e gosto por esportes.
Aos 14 anos, saiu de casa para jogar em Joinville, cidade vizinha à sua Jaraguá do Sul. Um ano depois recebeu um convite para jogar em São Paulo pela equipe BCN/Osasco. Foram 2 anos em Osasco, um ano na equipe infantil e outro na infanto.
Já em sua primeira temporada em São Paulo integrou a seleção nacional representou o Brasil no Campeonato Sul-americano de Voleibol Feminino Sub-18 em Barquisimeto (Venezuela). A partir do 2º ano de infanto passou a integrar a equipe de vôlei São Caetano/Detur.
Em 2007/08, a atleta passou a fazer parte do time adulto e conquistou a vaga de titular na equipe, participando do Campeonato Paulista e da Superliga Brasileira de Voleibol.
Jogou pelo Pinheiros/Mackenzie. Atualmente joga pelo SESI-SP.

## Características
Bárbara, que mede 1,90 m, jogou de saída em praticamente todas as etapas das categorias de base e apenas no seu último ano de juvenil tornou-se meio-de-rede.

## Principais títulos
Infantil - BCN/Osasco
- Campeã Paulista
- Campeã do Sul-Americano/Barquicimeto - Venezuela(Seleção Brasileira)

1º ano Infanto - BCN/Osasco
- Campeã paulista

2º ano Infanto - São Caetano/Detur
- Campeã Paulista
- Campeã Jogos abertos do interior(Jai)
- 4º jogos Brasileiros (representando Santa Catarina)

1º Juvenil - São Caetano-Detur
- Campeã Jabs
- Campeã Jai
- Campeã dos Jogos Regionais Sub-21
- Vice-campeã Paulista

2º Juvenil - São Caetano-Detur
- Campeã Paulista
- Campeã Jogos Regionais sub 21
- Campeã Jabs
- Vice-campeã Paulista (adulto)
- Campeã Jogos Brasileiros (Seleção Paulista)
- 4º Superliga

1º Adulto - São Caetano-Detur
- Campeã Regionais Sub-21
- Vice-Campeã Paulista
- 5º Superliga